# Sens-sur-Seille
Sens-sur-Seille é uma comuna francesa na região administrativa de Borgonha-Franco-Condado, no departamento Saône-et-Loire. Estende-se por uma área de 11,61 km². Em 2010 a comuna tinha 422 habitantes (densidade: 36,3 hab./km²).